# Renaud Emond
Renaud Emond (Virton, 5 de diciembre de 1991) es un exfutbolista belga cuya posición era la de delantero.

## Estadísticas

### Clubes
Actualizado al último partido jugado el 22 de diciembre de 2021.
| RE Virton · Bélgica | 3.ª           | 2010-11       | 16  | 8  | 1  | 0 | -  | - | 17  | 8   | 0.47 |
| RE Virton · Bélgica | 3.ª           | 2011-12       | 27  | 8  | 3  | 0 | -  | - | 30  | 8   | 0.26 |
| RE Virton · Bélgica | 3.ª           | 2012-13       | 35  | 27 | 1  | 0 | -  | - | 36  | 27  | 0.77 |
| RE Virton · Bélgica | Total club    | Total club    | 78  | 43 | 5  | 0 | 0  | 0 | 83  | 43  | 0.51 |
| Waasland-Beveren · Bélgica                                                                                                | 1.ª           | 2013-14       | 16  | 3  | -  | - | -  | - | 16  | 3   | 0.18 |
| Waasland-Beveren · Bélgica                                                                                                | 1.ª           | 2014-15       | 34  | 14 | -  | - | -  | - | 34  | 14  | 0.41 |
| Waasland-Beveren · Bélgica                                                                                                | 1.ª           | 2015-16       | 6   | 2  | -  | - | -  | - | 6   | 2   | 0.33 |
| Waasland-Beveren · Bélgica                                                                                                | Total club    | Total club    | 56  | 19 | 0  | 0 | 0  | 0 | 56  | 19  | 0.33 |
| Standard de Lieja · Bélgica                                                                                               | 1.ª           | 2015-16       | 21  | 2  | 4  | 0 | -  | - | 25  | 2   | 0.08 |
| Standard de Lieja · Bélgica                                                                                               | 1.ª           | 2016-17       | 14  | 3  | 2  | 0 | -  | - | 16  | 3   | 0.18 |
| Standard de Lieja · Bélgica                                                                                               | 1.ª           | 2017-18       | 29  | 9  | 5  | 6 | -  | - | 34  | 15  | 0.44 |
| Standard de Lieja · Bélgica                                                                                               | 1.ª           | 2018-19       | 34  | 13 | 2  | 0 | 8  | 3 | 44  | 16  | 0.36 |
| Standard de Lieja · Bélgica                                                                                               | 1.ª           | 2019-20       | 14  | 7  | 1  | 0 | 5  | 0 | 20  | 7   | 0.35 |
| Standard de Lieja · Bélgica                                                                                               | Total club    | Total club    | 112 | 34 | 14 | 6 | 13 | 3 | 139 | 43  | 0.31 |
| F. C. Nantes Francia | 1.ª           | 2019-20       | 6   | 0  | 1  | 1 | -  | - | 7   | 1   | 0.14 |
| F. C. Nantes Francia | 1.ª           | 2020-21       | 23  | 2  | -  | - | -  | - | 23  | 2   | 0.09 |
| F. C. Nantes Francia | 1.ª           | 2021-22       | 5   | 0  | 2  | 0 | -  | - | 7   | 0   | 0    |
| F. C. Nantes Francia | Total club    | Total club    | 34  | 2  | 3  | 1 | 0  | 0 | 37  | 3   | 0.10 |
| Total carrera | Total carrera | Total carrera | 280 | 98 | 22 | 7 | 13 | 3 | 316 | 108 | 0.35 |
| (1) Incluye datos de Copa de Bélgica, Supercopa de Bélgica y Copa de Francia. (2) No incluye goles en partidos amistosos. |               |               |     |    |    |   |    |   |     |     |      |

## Palmarés

### Títulos nacionales
| Título          | Club              | País    | Año  |
| --------------- | ----------------- | ------- | ---- |
| Copa de Bélgica | Standard de Lieja | Bélgica | 2016 |
| Copa de Bélgica | Standard de Lieja | Bélgica | 2018 |